# Lill-Arvträsket
Lill-Arvträsket är en sjö i Sorsele kommun i Lappland och ingår i Umeälvens huvudavrinningsområde. Sjön har en area på 0,437 kvadratkilometer och ligger 459,2 meter över havet. Sjön avvattnas av vattendraget Arvträskbäcken.

## Delavrinningsområde
Lill-Arvträsket ingår i det delavrinningsområde (726274-154774) som SMHI kallar för Mynnar i Storjuktan. Medelhöjden är 532 meter över havet och ytan är 14,81 kvadratkilometer. Räknas de 5 avrinningsområdena uppströms in blir den ackumulerade arean 68,28 kvadratkilometer. Arvträskbäcken som avvattnar avrinningsområdet har biflödesordning 3, vilket innebär att vattnet flödar genom totalt 3 vattendrag innan det når havet efter 305 kilometer. Avrinningsområdet består mestadels av skog (88 procent). Avrinningsområdet har 0,44 kvadratkilometer vattenytor vilket ger det en sjöprocent på 3 procent.